# Eternal-the best love songs of male-
『Eternal-the best love songs of male-』（エターナル ザ・ベスト・ラブ・ソングス・オブ・メイル）は、2008年10月22日にユニバーサルミュージックより発売されたコンピレーション・アルバムである（UICZ-8047）。

## 概要
『永遠に聴き継がれる名曲』をコンセプトに、1980年代から1990年代までのヒット曲を多数収録したコンピレーションCD。本作は男性ボーカル曲を集めた男性編で、女性編の『Eternal-the best love songs of female-』が同時発売された。
ユニバーサルミュージックとBMG JAPANの共同企画。
CMスポットには「心の旅」が収録された吉田栄作と原千晶が出演している。

## 収録曲
1. ラブ・ストーリーは突然に：小田和正（1991年）
『東京ラブストーリー』主題歌
2. SAY YES：CHAGE and ASKA（1991年）
『101回目のプロポーズ』主題歌
3. このまま君だけを奪い去りたい：DEEN（1993年）
「NTTドコモポケットベル」CMソング
4. もっと強く抱きしめたなら：WANDS（1992年）
「三井生命」CMソング
5. 壊れかけのRadio：徳永英明（1990年）
『都会の森』主題歌
6. クリスマスキャロルの頃には：稲垣潤一（1992年）
『ホームワーク』主題歌
7. 最後の雨：中西保志（1992年）
『日立 あしたP-KAN気分!』テーマソング
8. Woman：中西圭三（1992年）
「カメリアダイアモンド」CMソング
9. 黄金の月：スガシカオ（1997年）
10. ワインレッドの心：安全地帯（1983年）
「サントリー赤玉パンチ」イメージソング
11. シングルベッド：シャ乱Q（1994年）
アニメ『D・N・A² 〜何処かで失くしたあいつのアイツ〜』エンディングテーマ
12. One more time, One more chance：山崎まさよし（1997年）
『月とキャベツ』主題歌
13. Spirit Of Love：SING LIKE TALKING（1995年）
14. 最後のHoly Night：杉山清貴（1986年）
「日本航空ハワイキャンペーン'86」イメージソング
15. 心の扉：陣内大蔵（1992年）
『教師夏休み物語』主題歌
16. 心の旅：吉田栄作（1990年）